# رئیس هیئت مدیره
رئیس هیئت مدیره ارشدترین مدیر در میان اعضای هیئت مدیره شرکت‌ها می‌باشد، که اغلب با رأی‌گیری از میان اعضای هیئت مدیره انتخاب می‌شود. پس از آنکه اعضای هیئت مدیرها یک شرکت سهامی در مجمع عمومی عادی انتخاب شدند، در اولین جلسه هیئت مدیره، باید یک نفر را از بین خود به‌عنوان رئیس و یک نفر را به‌عنوان نایب رئیس انتخاب نمایند و اگر به دلایلی رئیس هیئت مدیره نتواند وظایف خود را به‌طور موقت انجام دهد، نایب رئیس وظایف او را انجام خواهد داد.
رئیس هیئت مدیره در وهله اول خود یکی از اعضای هیئت مدیره است، که همپای آنان دارای وظایف خاص هیئت مدیره می‌باشد، که در اساسنامه شرکت قید شده‌است. از وظایفی که بر عهده رئیس هیئت مدیره است، می‌توان به: اداره جلسات هیئت مدیره و تنظیم صورتجلسه، دعوت صاحبان سهام به مجمع عمومی سالانه شرکت (برای تصویب عملیات سال مالی قبل و ارائه و تصویب ترازنامه و صورت سود و زیان)، تشکیل مجمع عمومی فوق‌العاده (در صورت از بین رفتن نصف سرمایه شرکت) و ریاست مجامع عمومی شرکت، اشاره نمود.

## ابرشرکت‌های سهامی عام
در ابرشرکت‌های سهامی عام سه نوع رئیس هیئت مدیره معمول است:

### رئیس هیئت مدیره و سی‌ئی‌او
رئیس هیئت مدیره و سی‌ئی‌او - مدیران عامل ارشد اجرایی (سی‌ئی‌او) می‌توانند عهده‌دار عنوان رئیس هیئت مدیره نیز باشند که در آن صورت هیئت مدیره غالباً یک عضو مستقل هیئت را به عنوان اداره‌کننده اصلی تعیین می‌کند.

### رئیس اجرایی هیئت مدیره
رئیس اجرایی هیئت مدیره - منصبی مجزا از سی‌ئی‌او، که عهده‌دار آن بر عملیات شرکت اثرگذاری دارد نظیر لری الیسون شرکت اوراکل، داگلاس فلینت اچ‌اس‌بی‌سی و استیو کیس سابقاً در تایم وارنر. به‌طور خاص ریاست گروهی هیئت مدیره اچ‌اس‌بی‌سی جایگاه عالی آن نهاد محسوب شده و رتبهٔ بالاتری نسبت به مقام ارشد اجرایی دارد و مسئول راهبری هیئت مدیره و نمایندگی شرکت در جلسات با شخصیت‌های حکومتی است.

### رئیس غیر اجرایی هیئت مدیره
- رئیس غیر اجرایی هیئت مدیره – که آن نیز پستی مجزا از سی ئی او است، بر خلاف رئیس اجرایی هیئت مدیره در امور هر روزهٔ شرکت مداخله نمی‌کند.

## در ایران
به‌موجب قانون تجارت، مدیرعامل یک شرکت، نمی‌تواند به‌طور هم‌زمان رئیس هیئت مدیره همان شرکت نیز باشد، اما در صورتی‌که سه چهارم اعضایی که در مجمع عمومی عادی شرکت حضور دارند، با این امر موافق باشند، مدیرعامل می‌تواند هم‌زمان ریاست هیئت مدیره را برای یک دوره زمانی مشخص، بر عهده گیرد.